# Таблиця медалей літніх Олімпійських ігор 1904
3 літні Олімпійські ігри  — міжнародне спортивне змагання, яке проходило під егідою Міжнародного олімпійського комітету у місті Сент-Луїс, США, з 1 липня по 23 листопада 1904 року.
На цих Іграх вперше стали нагороджувати трьох найкращих спортсменів, а не двох як на двох попередніх Олімпіадах. Переможцям змагання вручалася золота медаль, спортсменам, які зайняли другі місця срібні, а учасникам, що стали третіми, бронзові. 
| Місце  | Країна                | Золото | Срібло | Бронза | Загалом |
| ------ | --------------------- | ------ | ------ | ------ | ------- |
| 1      | США (USA)             | 78     | 82     | 79     | 239     |
| 2      | Німеччина (GER)       | 4      | 4      | 5      | 13      |
| 3      | Куба (CUB)            | 4      | 2      | 3      | 9       |
| 4      | Канада (CAN)          | 4      | 1      | 1      | 6       |
| 5      | Угорщина (HUN)        | 2      | 1      | 1      | 4       |
| 6      | Велика Британія (GBR) | 1      | 1      | 0      | 2       |
| 6      | Змішана команда (ZZX) | 1      | 1      | 0      | 2       |
| 8      | Греція (GRE)          | 1      | 0      | 1      | 2       |
| 8      | Швейцарія (SUI)       | 1      | 0      | 1      | 2       |
| 10     | Австрія (AUT)         | 0      | 0      | 1      | 1       |
| Всього | Всього                | 96     | 92     | 92     | 280     |